# Culture Club
Culture Club er et engelsk band fra 1981, der var en af start 80'ernes mest populære New Wave-grupper med hits som Do you really want to hurt me, Church of the Poison mind, Time & Karma Chameleon. Gruppens forsanger, Boy George, blev hurtigt pressens yndling og var i begyndelsen af 80'erne en af de mest fotograferede personer i verden. Gruppen gik i opløsning i 1986. Året efter startede Boy George sin solokarriere med albummet "Sold". I år 2003 blev de gendannet for at fejre deres 20-års-jubilæum. De udgav et nyt album og turnerede i USA og Europa. Boy George sagde senere at gnisten var væk, og at han aldrig vil gendannes med gruppen igen - men de har over årene lavet flere World tours, og senest udkom albummet "Life" i 2018.[kilde mangler]. 

## Barndommen & Teenage-årene
Boy George (døbt George Alan O'Dowd, jf. de irske rødder) voksede op i en lille by i UK. Senere flyttede han til London, hvor han hurtigt blev en fast gæst i de såkaldte New Romantics-klubber. Efter et par år, hvor han boede hos venner og bekendte, dannede han bandet Culture Club, sammen med Mikey Craig (bas), Jon Moss (drums) og en fyr, der hed Suede - som dog hurtig blev skiftet ud med Roy Hay (Guitar ´Keyboard). Efter en lang og intens kamp, fik de en pladekontrakt hos Virgin Records.

## Kissing to be Clever (1983)
De første 2 singler blev flops, men deres tredje single Do You Really Want to Hurt Me? blev et stort hit, og landede på #1 pladsen i 35 lande, inkl. Danmark, England og USA. De følgende 2 singler "I'll Tumble 4 Ya" og "Time" blev begge Top 5-hit.
Albummet solgte 10 millioner eksemplarer.
2#UK 6#US 1#DK

## Colour By Numbers (1984)
Efter det succesfulde debutalbum udgav de deres bedstsælgende album Colour By Numbers. Første singlen, Karma Chameleon, blev deres største hit, og årets bestsælgende single i verden. Den lå på førstepladsen i USA i 9 uger. Pladen havde 4 andre singler ("Church Of The Poison Mind", "Victims", "Its A Miracle" og "Miss Me Blind") blev overraskende Top Fem-hit. Pladen solgte 16 millioner.
1#UK 1#US 1#DK

## Waking Up With The House On Fire (1985)
Efter 2 store år med 8 hits, 3 grammy'er, 4 MTV-awards og en verdensturne, udgav de deres tredje album, "Waking Up With The House On Fire".  Stilen var den samme, men lyden og kreativiteten var ikke opdateret - og kritikerne var ikke særlig begejstret for albummet. De mente at det ikke var så fængende som de første 2 brilliante albums. Første singlen The War Song blev godt nok et nummer et hit i England, og Top Fem i USA, men de tre andre singler ("Love Is Love", "The Medal Song" og "Mistake No. 3") kunne ikke leve op til "The war songs" popularitet og floppede. Albummet blev ikke så populært som de to første.
2#UK 2#US 5#UK

## From Luxury to Heartache (1986)
Da de var færdig med deres "Waking Up With The Band Of Fire"-turne, udgav de deres fjerde album From Luxury to Heartache.  Culture Club´s lyd havde nu fået en seriøs modernisering (i dén grad, så albummet fremstår ret frisk selv her Anno 2020), og stilen havde ændret sig fra "New Romantics"-pop til decideret Dancepop produceret af Arif Mardin. Kritikerne diskede albummet, mens deres hardcore fans slugte det råt. Albummet blev deres indtil da dårligst sælgende. Pladen indeholder top 10 hittet Move Away. Opfølger singlen "God Thank U Woman" floppede og der kom ikke flere singler fra albummet.  Men albummet er fyldt med fængende numre, og er stadig en fanfavorit blandt mange. 
Efter bruddet startede Boy George en succesfuld solokarriere, som dog blev alvorligt skæmmet af problemer forbundet med stofmisbrug og vanskelighederne med rehabilitering.

## Dont Mind If I Do (1999)
12 år efter bruddet i 1987, udgav de deres femte album. De havde bevæget sig tilbage til "New Romantics" stilen, og albummet blev rost til skyerne. Albummet var dog et stort flop, det kom ikke ind på den engelske hitliste overhovedet – og blev ikke udgivet andre steder. Der var tre singler ("I Just Wanna Be Loved", "Cold Shoulder" og "Kisses Are Charity") men det var kun "I Just Wanna Be Loved" (et forsøg på at ramme "den originale CC-stil" fra midtfirserne) der klarede sig godt på de engelske hitlister.

## 2020
Culture Club anno 2020 er dog alvorligt hæmmet af, at Jon Moss pt. er ude af bandet. (JM er trommeslager, og en meget vigtig brik i gruppens opstart; både fordi han havde masser af erfaring fra musikbranchen, som den eneste af fyrene i bandet - og selvfølgelig også fordi han var Boy George´s "muse"; de to havde en langstrakt og dramatisk affære, hvilket gav inspiration til mange (de fleste...) af gruppens sange på de første 2-3 album.  For et yngre publikum er dette nok ikke så relevant - men for de oprindelige fans mister Culture Club meget af sin magi, når bandet ikke er komplet.[kilde mangler]